# Andorra tại Thế vận hội
Andorra tham dự Thế vận hội lần đầu năm 1976 và đã tham gia liên tục từ đó tới nay. Andorra cũng đều đặn góp mặt tại tất cả các kỳ Thế vận hội Mùa đông kể từ 1976.
Quốc gia này chưa từng giành được huy chương Thế vận hội nào. Các vận động viên (VĐV) Andorra "thường thi đấu các nội dung xe đạp, bơi lội, điền kinh, bắn súng và judo".
Andorra được đại diện bởi Ủy ban Olympic Andorra (tiếng Catalan: Comitè Olímpic Andorrà) từ năm 1976.

## Bảng huy chương
| Thế vận hội         | VĐV           | Vàng          | Bạc           | Đồng          | Tổng số       | Xếp thứ       |
| 1896–1972           | không tham dự | không tham dự | không tham dự | không tham dự | không tham dự | không tham dự |
| Montréal 1976       | 3             | 0             | 0             | 0             | 0             | –             |
| Moskva 1980         | 2             | 0             | 0             | 0             | 0             | –             |
| Los Angeles 1984    | 2             | 0             | 0             | 0             | 0             | –             |
| Seoul 1988          | 3             | 0             | 0             | 0             | 0             | –             |
| Barcelona 1992      | 8             | 0             | 0             | 0             | 0             | –             |
| Atlanta 1996        | 8             | 0             | 0             | 0             | 0             | –             |
| Sydney 2000         | 5             | 0             | 0             | 0             | 0             | –             |
| Athens 2004         | 6             | 0             | 0             | 0             | 0             | –             |
| Bắc Kinh 2008       | 5             | 0             | 0             | 0             | 0             | –             |
| Luân Đôn 2012       | 6             | 0             | 0             | 0             | 0             | –             |
| Rio de Janeiro 2016 | 5             | 0             | 0             | 0             | 0             | –             |
| Tokyo 2020          | chưa diễn ra  | chưa diễn ra  | chưa diễn ra  | chưa diễn ra  | chưa diễn ra  | chưa diễn ra  |
| Tổng số             | Tổng số       | 0             | 0             | 0             | 0             | –             |

| Thế vận hội              | VĐV           | Vàng          | Bạc           | Đồng          | Tổng số       | Xếp thứ       |
| 1924–1972                | không tham dự | không tham dự | không tham dự | không tham dự | không tham dự | không tham dự |
| Innsbruck 1976           | 5             | 0             | 0             | 0             | 0             | –             |
| Lake Placid 1980         | 3             | 0             | 0             | 0             | 0             | –             |
| Sarajevo 1984            | 2             | 0             | 0             | 0             | 0             | –             |
| Calgary 1988             | 4             | 0             | 0             | 0             | 0             | –             |
| Albertville 1992         | 5             | 0             | 0             | 0             | 0             | –             |
| Lillehammer 1994         | 6             | 0             | 0             | 0             | 0             | –             |
| Nagano 1998              | 3             | 0             | 0             | 0             | 0             | –             |
| Thành phố Salt Lake 2002 | 3             | 0             | 0             | 0             | 0             | –             |
| Torino 2006              | 3             | 0             | 0             | 0             | 0             | –             |
| Vancouver 2010           | 6             | 0             | 0             | 0             | 0             | –             |
| Sochi 2014               | 6             | 0             | 0             | 0             | 0             | –             |
| Pyeongchang 2018         | 5             | 0             | 0             | 0             | 0             | –             |
| Bắc Kinh 2022            | chưa diễn ra  | chưa diễn ra  | chưa diễn ra  | chưa diễn ra  | chưa diễn ra  | chưa diễn ra  |
| Tổng số                  | Tổng số       | 0             | 0             | 0             | 0             | –             |

## VĐV cầm cờ cho đoàn
| Thế vận hội         | VĐV               | Môn thi đấu |
| ------------------- | ----------------- | ----------- |
| Montréal 1976       | Esteve Dolsa      | Bắn súng    |
| Moskva 1980         |                   |             |
| Los Angeles 1984    | Joan Tomàs Roca   | Bắn súng    |
| Seoul 1988          | Josep Graells     | Điền kinh   |
| Barcelona 1992      | Maggy Moreno      | Điền kinh   |
| Atlanta 1996        | Aitor Osorio      | Bơi lội     |
| Sydney 2000         | Toni Bernadó      | Điền kinh   |
| Athens 2004         | Hocine Haciane    | Bơi lội     |
| Bắc Kinh 2008       | Montserrat García | Canoeing    |
| Luân Đôn 2012       | Joan Tomàs Roca   | Bắn súng    |
| Rio de Janeiro 2016 | Laura Sallés      | Judo        |

| Thế vận hội              | VĐV                 | Môn thi đấu          |
| ------------------------ | ------------------- | -------------------- |
| Innsbruck 1976           |                     |                      |
| Lake Placid 1980         | Carlos Font         | Trượt tuyết đổ đèo   |
| Sarajevo 1984            |                     |                      |
| Calgary 1988             | Claudina Rossel     | Trượt tuyết đổ đèo   |
| Albertville 1992         |                     |                      |
| Lillehammer 1994         | Vicky Grau          | Trượt tuyết đổ đèo   |
| Nagano 1998              | Victor Gómez        | Trượt tuyết đổ đèo   |
| Thành phố Salt Lake 2002 | Victor Gómez        | Trượt tuyết đổ đèo   |
| Torino 2006              | Alex Antor          | Trượt tuyết đổ đèo   |
| Vancouver 2010           | Lluis Marin Tarroch | Trượt ván trên tuyết |
| Sochi 2014               | Mireia Gutiérrez    | Trượt tuyết đổ đèo   |